# Soapland
Soapland (ソープランド, sōpurando) ou sōpu é uma palavra do Japanglish vinda da junção das palavras do inglês soap (sabão) e land (terra) e é parte da indústria do sexo do Japão também conhecida como mizu shōbai. Já que as relações sexuais por dinheiro são oficialmente proibidas pelo governo japonês, muitos diferentes tipos de bordéis no Japão foram desenvolvidos. Na Soapland, clientes fazem sexo não penetrativo com prostitutas para chegar ao orgasmo. Normalmente, clientes homens são deitados sobre um colchão à prova d'água onde eles são então cobertos com lubrificante íntimo e massageados até o orgasmo pelo corpo de uma prostituta. Isso evita os aspectos técnicos da lei, afirmando oficialmente que os clubes fazem negócios, onde o cliente é banhado. Apesar da principal clientela das soaplands ser masculina, há também algumas poucas soaplands especificamente para clientes femininas.

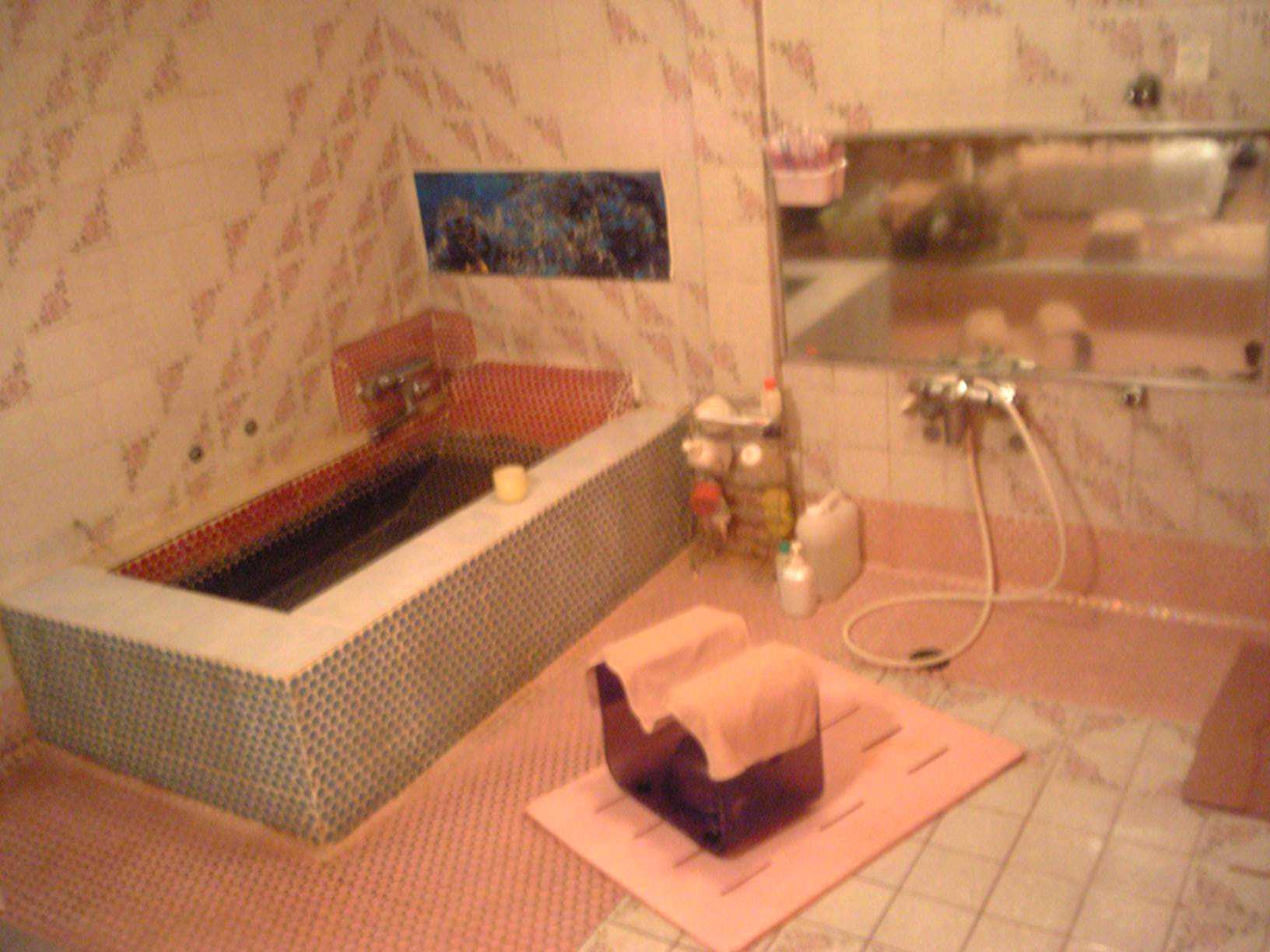
Aposento privado retrata o interior de um estabelecimento do tipo Soapland (2006)

Há vários tipos de soaplands, e elas são geralmente localizadas em complexos com vários números de soaplands. Complexos bastante conhecidos estão localizados em Susukino em Sapporo, Yoshiwara e Kabukicho em Tóquio,  Kawasaki, Kanazuen em Gifu, Ogoto em Shiga e Fukuhara em Kobe, Sagaminumata em Odawara e Nakasu em Fukuoka, mas há muitas outras áreas, especialmente em cidades com onsen (fontes termais). Preços para uma sessão em uma soapland variam dependendo do local, hora do dia, e duração da sessão.

## Origens
Soaplands começaram quando a explícita prostituição no Japão se tornou ilegal em 1958, como uma forma simples de banho onde mulheres lavavam os corpos dos homens. Elas foram originalmente conhecidas como toruko-buro, significando banho turco. Depois de uma campanha de 1984 do estudioso turco Nusret Sancaklı denunciando o uso desse nome para bordéis, o novo nome "soapland" foi a inscrição vencedora em um concurso nacional para renomeá-los.

## Leitura complementar
- Bornoff, Nicholas (1991). Pink Samurai. love, marriage, and sex in contemporary Japan (em inglês). Nova Iorque, Estados Unidos: Pocket Books. ISBN 0-671-74265-5
- Talmadge, Eric (2006). «9: "Dirty Waters"». Getting wet. adventures in the Japanese bath (em inglês). Tóquio: Kodansha International. p. 180-198. ISBN 978-4-7700-3020-7